# Дзоганг
Дзоганг (тиб. མཛོ་སྒང་རྫོང་, Вайли: mdzo sgang rdzong, кит. упр. 左贡县, пиньинь Zuǒgòng xiàn) — уезд в городском округе Чамдо, Тибетский автономный район, КНР.

## История
Уезд был создан в 1959 году.

## Административное деление
Уезд делится на 3 посёлка и 7 волостей:
- Посёлок Вангда (旺达镇)
- Посёлок Тяньто (田妥镇)
- Посёлок Чжаюй (扎玉镇)
- Волость Донгба (东坝乡)
- Волость Дзонглинка (中林卡乡)
- Волость Мэйюй (美玉乡)
- Волость Шалинка (下林卡乡)
- Волость Биту (碧土乡)
- Волость Ренго (仁果乡)
- Волость Раоджин (绕金乡)